# Miri Ichika
Miri Ichika (未梨一花, Ichika Miri) es una ídol japonesa del huecograbado, tarento y actriz de Chiba, Japón. Tiene contrato con A & A Holdings.

## Biografía
Ichika dijo en una entrevista de 2022 que su busto comenzó a crecer en la escuela secundaria, lo que le provocó una vergüenza considerable. Después de la escuela secundaria, Ichika trabajó a tiempo parcial sin intención de comenzar una carrera en el entretenimiento, sintiéndose simplemente "alta y con grandes pechos" y no hermosa. Explorada por el presidente de A & A Holdings, quien vio potencial en ella, hizo su debut en huecograbado a fines de 2019 al ganar la competencia de exploración Sanspo GoGo Queen. Su DVD debut, Milky Glamour, apareció en ese mismo año.
Desde entonces, Ichika ha ganado múltiples premios por su trabajo de huecograbado, incluido el MVP 2021 de Tokyo Lily. Además de publicar libros, DVD, tarjetas coleccionables y otros trabajos de huecograbado, Ichika ha aparecido en una variedad de medios, incluida la radio y la televisión, además de aparecer en el escenario.
Ha jugado tenis suave desde su juventud y disfruta de los rompecabezas. Ichika es amiga de la también modelo de huecograbado Aoi Fujino. Sus medidas nominales a partir de 2022 son 100I-63-95 (40I-25-37).